# Toyota Proace City
Toyota Proace City – samochód osobowo-dostawczy typu kombivan klasy kompaktowej produkowany pod japońską marką Toyota od 2019 roku.

## Historia i opis modelu

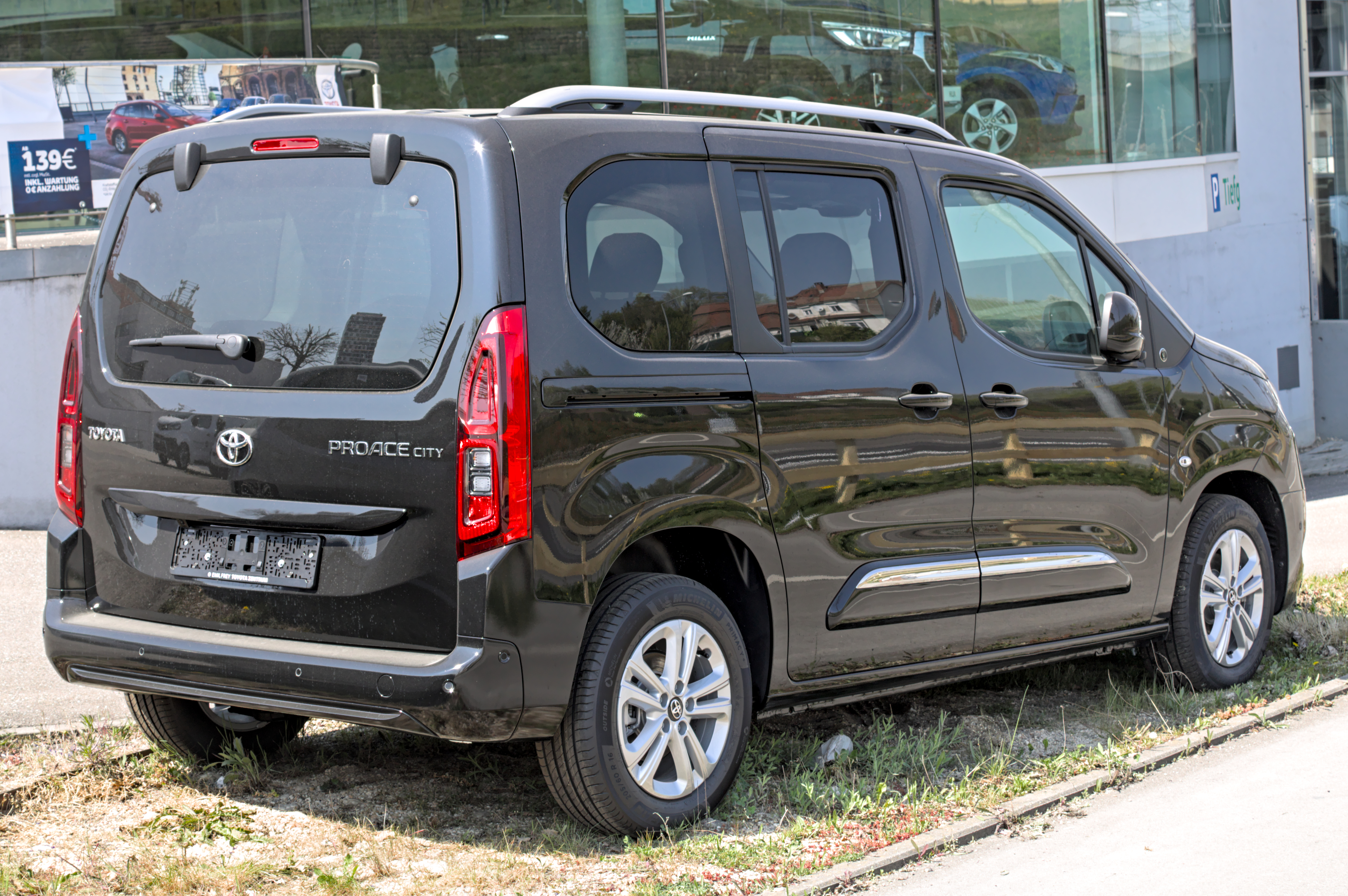
Toyota Proace City Verso - tył

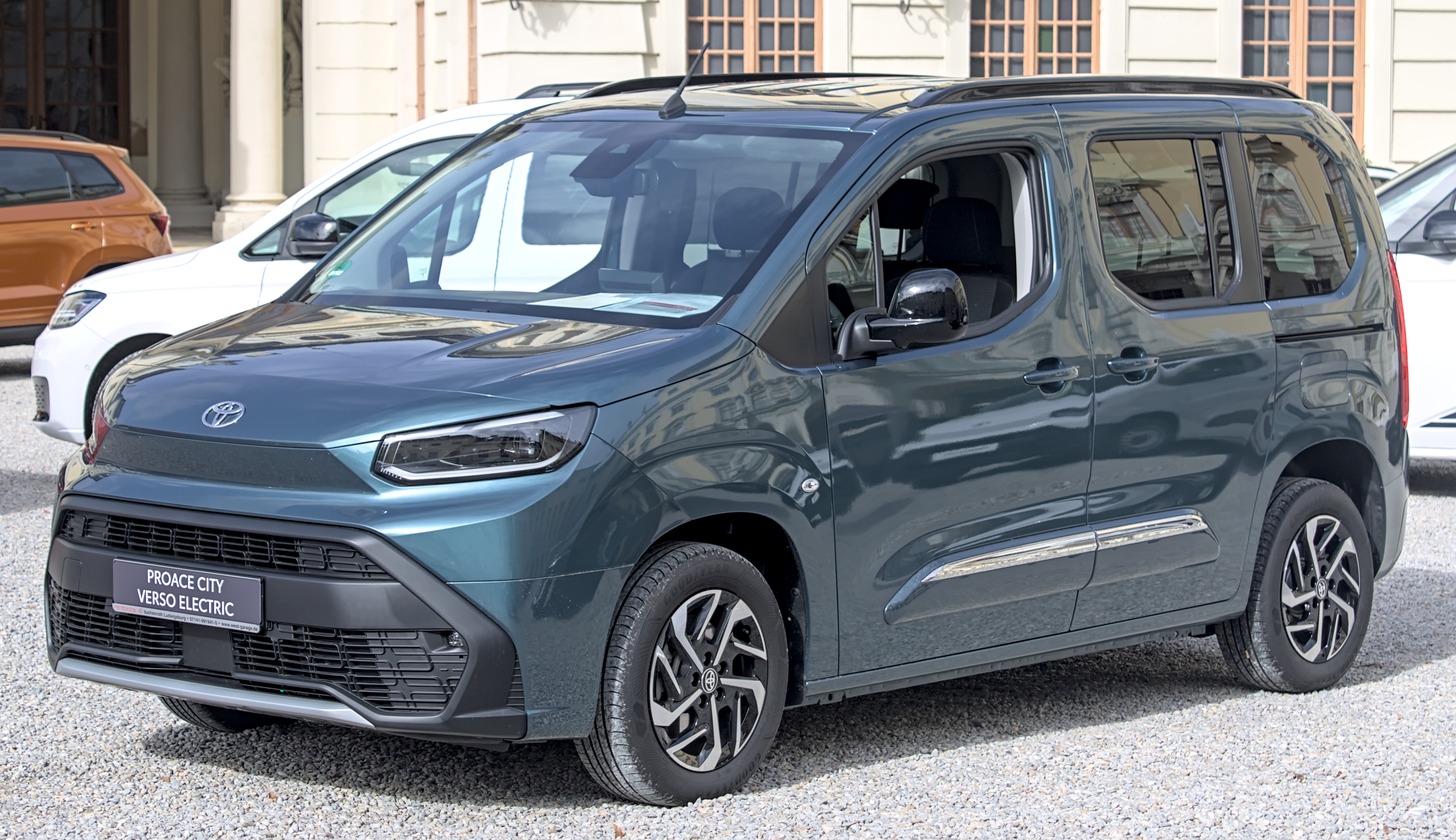
Toyota Proace City Verso po liftingu

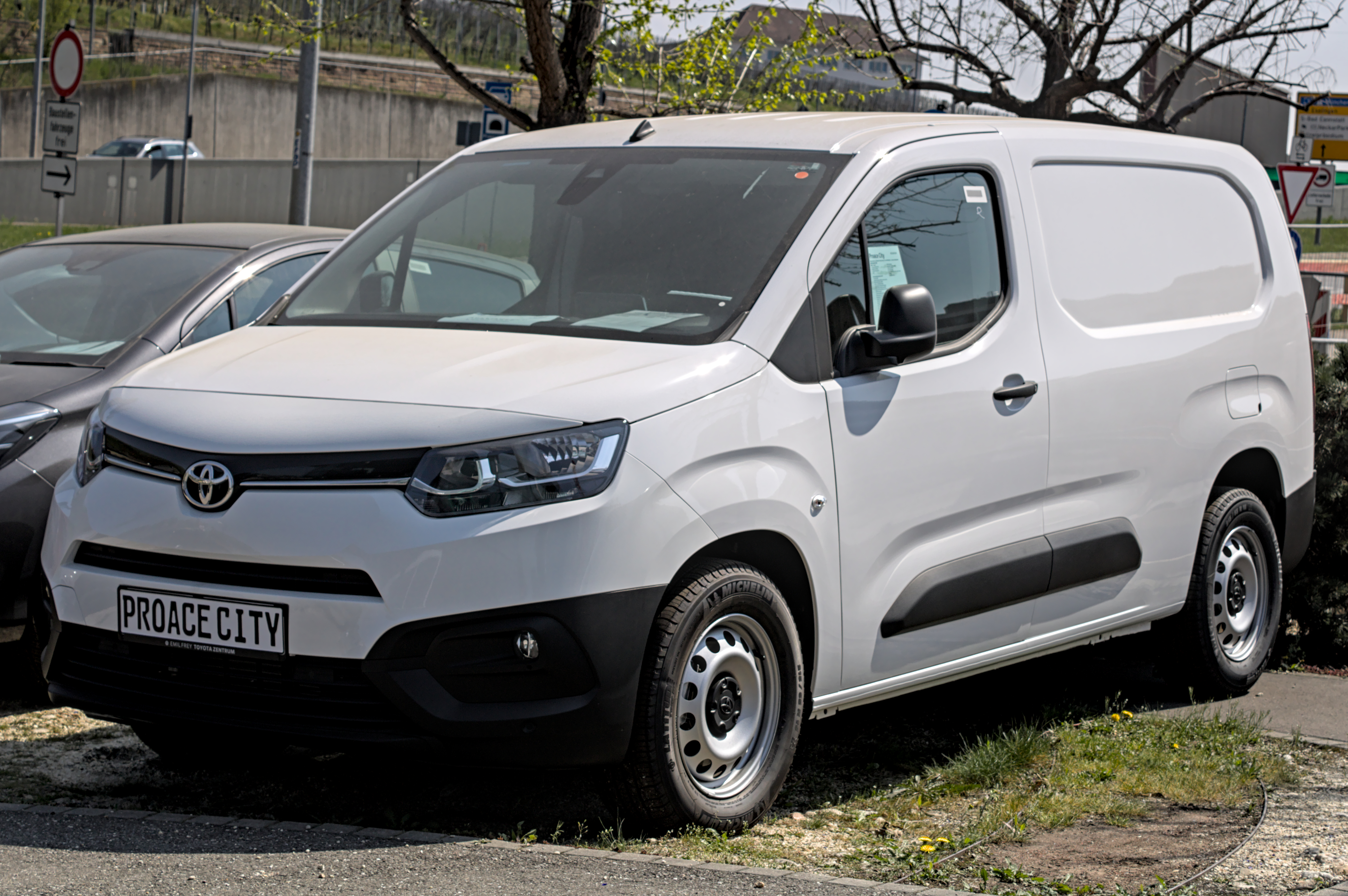
Toyota Proace City

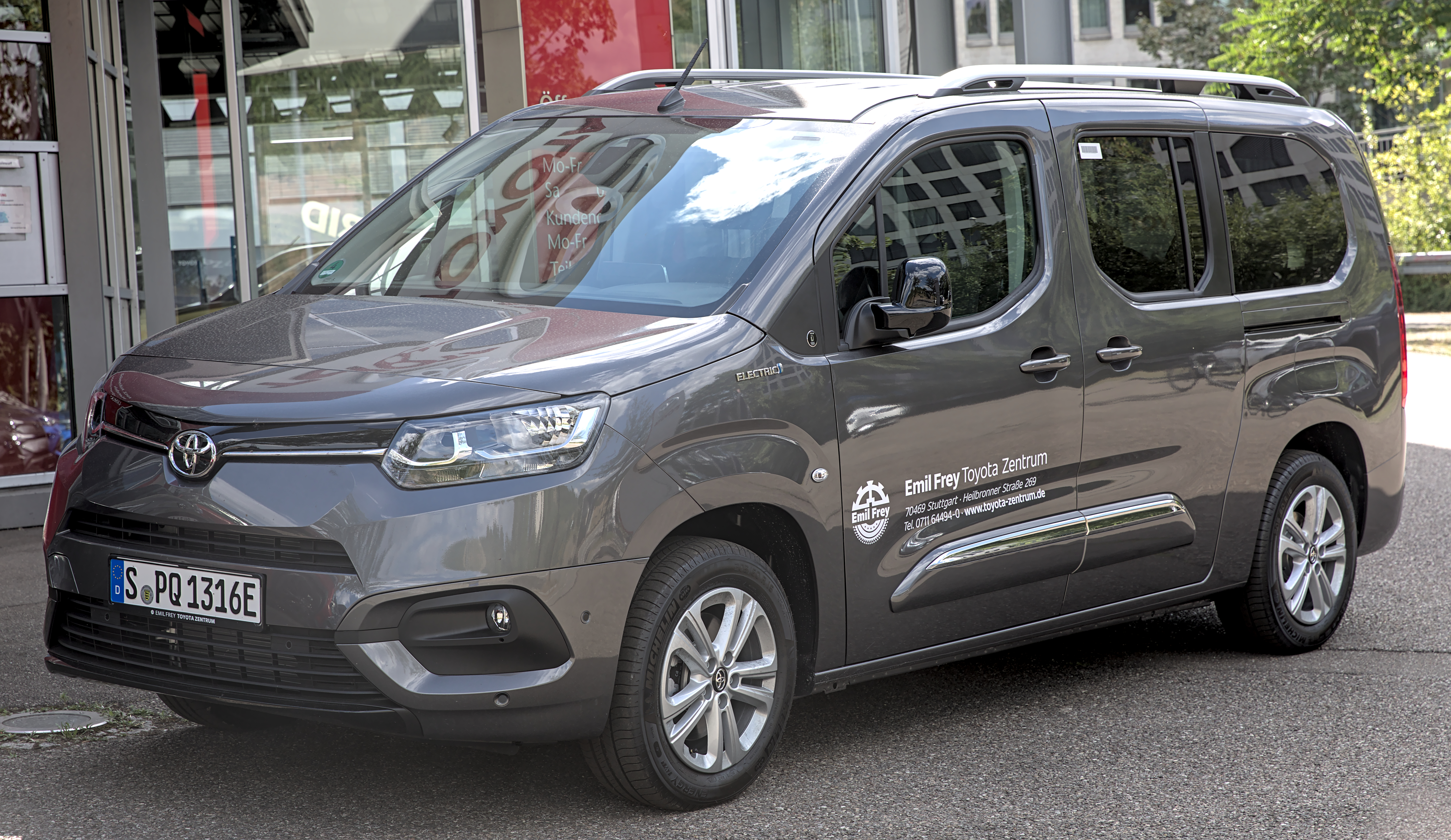
Toyota Proace City Verso Electric

Pojazd przedstawiono po raz pierwszy wiosną 2019 roku. Proace City to pierwszy w historii kompaktowy samochód osobowo-dostawczy zbudowany przez Toyotę. Samochód jest bliźniaczą konstrukcją względem modeli Citroën Berlingo, Opel Combo i Peugeot Partner/Rifter, które produkowane są od 2018 roku w hiszpańskich zakładach koncernu PSA w Vigo. To już drugi model tego typu, po większym ProAce, który powstał w ramach francusko-japońskiego sojuszu. Od 2021 roku samochód jest dostępny pod nazwą Electric. 
Jesienią 2023 roku samochód przeszedł lifting. Przemodelowano m.in. przód i światła pojazdu. 

### Sprzedaż
Toyota Proace City to kompaktowy kombivan, który zajmuje w ofercie marki dotychczasowe miejsce minivana Verso jako nieoficjalny następca. Samochód dostępny jest w dwóch wariantach długości nadwozia, z czego dłuższy wyróżnia się wyraźnie dłuższą tylną częścią nadwozia. Pojazd może przewieźć do 7 pasażerów niezależnie od długości. Samochód trafił do sprzedaży w Polsce w wariancie osobowym i dostawczym jesienią 2019 roku.

### Wersje wyposażenia
Toyota Proace City oraz Proace City Verso oferowane są w dwóch niezależnych od siebie liniach wersji wyposażenia.
Proace City:
- Furgon Life
- Furgon Active
- Furgon Comfort
- Furgon Brygadowy Active   
Proace City Verso:
- Combi
- Business
- Family

### Silniki
Toyota oferuje model Proace City oraz Proace City Verso z dwoma silnikami, które mogą być oferowane w różnych wariantach mocy oraz połączone z różnymi rodzajami skrzyń biegów. W Europie oferta składa się z jednego silnika wysokoprężnego o pojemności 1.5 l i mocach: 75 KM, 100 KM i 130 KM oraz jednego silnika benzynowego o pojemności 1,2 l i mocach 110 KM i 130 KM.